# نخودسنگ

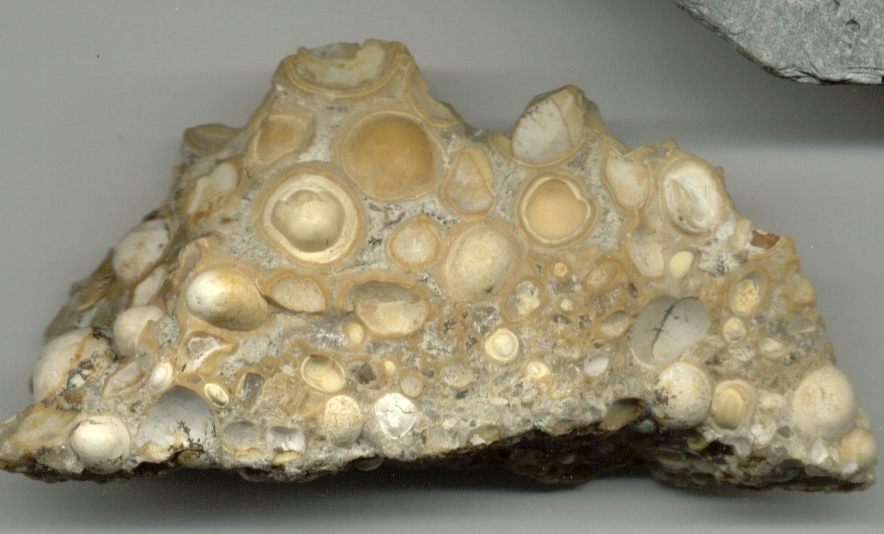
نخودسنگ

نخودسنگ (انگلیسی: Pisolite) سنگ رسوبی شیمیایی یا زیست‌شیمیایی، معمولاً آهکی، که از نخودی‌هایی که به‌صورت سیمانی به هم پیوسته‌اند تشکیل شده است.